# Andeca
Andeca ou Audeca est le dernier roi des Suèves du royaume de Galice de 583 à 585.

## Biographie
Catholique, il usurpe le trône d'Éboric et épouse la mère de ce dernier Sisegonthe, veuve du roi Ariamir.
Andeca est battu à la bataille de Braga par le roi des Wisigoths Léovigild. Capturé, rasé (barbe et cheveux), il est relégué à Bejar près de Salamanque, où il est enfermé dans un monastère. Après Andeca, le royaume des Suèves cesse d'exister malgré un ultime prétendant nommé Malaric, rapidement défait par Léovigild.

### Sources
- Isidore de Séville, Historia Suevorum.
- Jean de Biclar, Chronicon.